# Константина Петрова
Константина Венциславова Петрова е български икономист и политик от партия „Възраждане“. Народен представител в XLVIII, XLIX и L народно събрание. Работи като финансов експерт на чуждестранна фирма за недвижими имоти.

## Биография
Константина Петрова е родена на 20 юни 1992 г. в град Добрич, България. Средното си образование завършва в Езикова гимназия „Гео Милев“ в Добрич. Завършва бакалавърска степен по икономика на строителството в Икономически университет – Варна и магистърска степен по регионално развитие в Университета за национално и световно стопанство (УНСС), специализира ВиК инженерство.

## Политическа дейност

### 48-о НС
На парламентарните избори през 2022 г. е кандидат за народен представител от листата на партия „Възраждане“, водач в 8-и МИР – Добрич. Избрана е за народен представител. В XLVIII народно събрание е член в Комисията по регионална политика, благоустройство и местно самоуправление, както и в Комисията по туризъм.

### 49-о НС
В XLIX народно събрание Петрова е член на Комисията по образование и наука, както и член на Комисията по регионална политика, благоустройство и местно самоуправление. Също така е член на Делегацията в Интерпарламентарния съюз. Заема длъжността заместник-председател на Група за приятелство България - Куба, като освен това е член на Група за приятелство България - Ливан и Група за приятелство България - Румъния.

### 50-о НС
На парламентарните избори през 2024 г. Петрова е кандидат за народен представител от листата на партия „Възраждане“, водач в 8-и МИР – Добрич, като за трети пореден път е избрана за народен представител.